# Герцанс, Наталья Яновна
Наталья Яновна Герцанс (14 августа 1968 года, Советск Калининградской области, СССР — 5 августа 2002 года, Калининград, Российская Федерация) — советская и российская самбистка, мастер спорта международного класса, Заслуженный мастер спорта России (1997 год), Заслуженный тренер России.

## Биография
Родилась в городе Советск Калининградской области.
С раннего возраста пробовала себя в различных видах спорта.
В 1987 году Наталья, носившая в то время фамилию мужа — Винник и работавшая на местном целлюлозно-бумажном комбинате автокрановщиком, была замечена тренером по самбо Владимиром Ярмолюком. Наталья с удовольствием согласилась заниматься самбо и тренировалась у Ярмолюка в течение трёх лет.
В 1990 году она получает «бронзу» в командном и личном зачётах на Первой Всероссийской Универсиаде, а в 1991 году на Всесоюзном турнире по самбо, проходившем в Москве, выполнила норматив мастера спорта.
Позже Наталья поступает на факультет физкультуры и спорта РГУ им. Канта и начинает тренироваться у Владислава Федотова.
В 1999 году Наталья уходит из большого спорта и поступает на тренерскую работу в Школу высшего спортивного мастерства в Калининграде.
Наталья проживала одна, детей у неё не было.

### Убийство
Тело Натальи Герцанс было обнаружено сотрудниками милиции в калининградской квартире спортсменки 12 августа 2002 года (милицию вызвали соседи, обеспокоенные доносившимся из квартиры Натальи запахом, характерным для разлагающегося тела). Её тело было связано по рукам и ногам, на нём имелись следы от ножевых ранений, а на голове — след от удара. Как позже установили эксперты, смерть самбистки последовала 5 августа. Убийца был задержан на следующий день после обнаружения тела Герцанс.
Убийцей оказался оказался 23-летний немец Дмитрий Вармутов из Таджикистана: в 1996 году он приехал в Калининградскую область, чтобы репатриироваться в Германию, но так и не смог это сделать. Вскоре он начал по ночам обворовывать подвалы, за что был условно осуждён. После знакомства с Натальей он пришёл к ней в квартиру и, увидев большое количество трофеев, решил ограбить хозяйку. Дождавшись удобного момента, он ударил её по голове тяжёлым предметом и связал ей руки и ноги, а затем вынес из квартиры все ценные вещи, намереваясь выручить средства от их продажи. Милиция вычислила преступника по проданным вещам. Также было установлено, что Вармутов нанёс девушке несколько ударов ножом.

## Спортивные достижения[3]
- Чемпионка мира по самбо (1992 год, Англия)
- Призёр Чемпионата Европы (1993 год, Россия)
- Победитель Кубка Мира по самбо (1995 год, Россия)
- Чемпионка Европы по самбо (1997 год, Литва)

## Память
- Начиная с 2005 года в Калининграде проходит ежегодный Всероссийский турнир по самбо памяти Натальи Герцанс[9].
- У входа в калининградский спортзал «Россия» установлена мемориальная доска в память о Н. Я. Герцанс[6].